# Bus Szilveszter
Bus Szilveszter (Tatabánya, 1967. február 8. –) magyar diplomata, 2021. április 30-ig Magyarország nagykövete Thaiföldön, korábban Indiában, Srí Lankán és a Maldív-szigeteken, azelőtt Indonéziában, Malajziában, a Fülöp-szigeteken, Kelet-Timoron és az ASEAN-nál. 2015 és 2018 között a Külgazdasági és Külügyminisztérium déli nyitásért felelős helyettes államtitkára.

## Pályafutása
Bus a középiskola elvégzése után a moszkvai Állami Nemzetközi Kapcsolatok Egyetemén tanult 1986 és 1991 között. Hazatérése után a Külügyminisztérium 1. Területi Főosztályán helyezkedett el, a skandináv országok referense lett. Két év után, 1993-ban a stockholmi nagykövetségen kulturális és sajtóattasé beosztást kapott. 1997-ig állomásozott itt, majd visszakerült az 1. Területi Főosztályra, ezúttal amerikai referensként. A következő évben előléptették az amerikai referatúra vezetőjévé, 2000-ben pedig az ottawai nagykövetségre helyezték, első beosztottként. Kanadai megbizatása 2004-ben ért véget; ezután a Külügyminisztérium szakállamtitkárságán titkárságvezetői beosztásban. 2004-ben az amerikai főosztály vezetője lett. Ebben a pozícióban 2009-ig szolgált.
2009-ben kapta meg első nagyköveti megbízását: jakartai székhellyel Indonéziában, Malajziában, a Fülöp-szigeteken, Kelet-Timoron és az ASEAN-nál képviselte Magyarországot. Megbizatása 2014-ben járt le, és még ebben az évben Új-Delhibe helyezték, ahol szintén nagyköveti rangban képviselte Magyarországot Indiában, valamint Srí Lankán és a Maldív-szigeteken. Ez a megbizatása 2015-ig tartott.
Budapestre hazatérve a Külügyminisztériumban a déli nyitásért felelős helyettes államtitkárrá nevezték ki. Ebben a pozíciójában felelős volt a Közel-Kelet országaival, Afrika országaival, Latin-Amerika országaival, valamint Ázsia és a csendes-óceáni térség országaival folytatott kapcsolatokért.
A helyettes államtitkári pozícióban 2018 júliusában Váradi László követte, Bus pedig bangkoki nagyköveti megbízást kapott. 2019. május 7-én adta át megbízólevelét X. Ráma thaiföldi királynak. Bus egyúttal Mianmarban és Laoszban is képviselte Magyarországot. Bangkoki külszolgálata 2021. április 30-án zárult le, azóta nincs a Külgazdasági és Külügyminisztérium állományában.
Hirtelen menesztése nyomán számos találgatás és feltételezés jelent meg a médiában, de hivatalos indoklás nem látott napvilágot. A 168 Óra nevű hírportál „diplomáciai források és külügyi dolgozók” beszámolóira hivatkozva úgy fogalmazott, a helyi hatóságok jelzése nyomán, a bangkoki nagykövetség hírszerző tisztjének jelentése alapján rendelték haza Bust, aki „bulikba, orgiákra” járt, ami összeegyeztethetetlen volt a státuszával. A beszámolók hangsúlyozták, hogy a volt nagykövet semmiféle törvénysértést nem követett el.